# Radim Vizváry

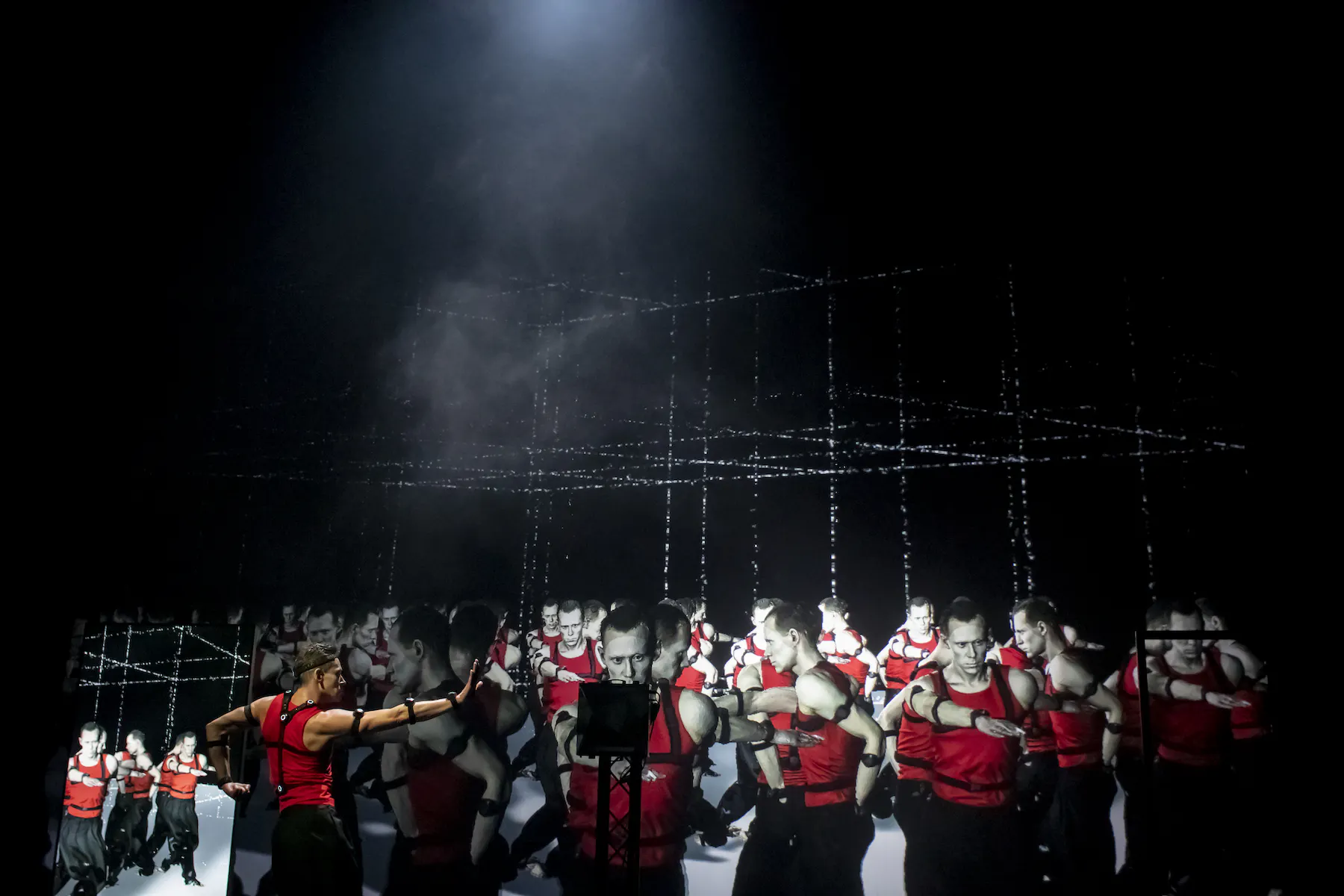
Foto z inscenace Robot Radius (Národní divadlo/Laterna magika, Radim Vizváry)

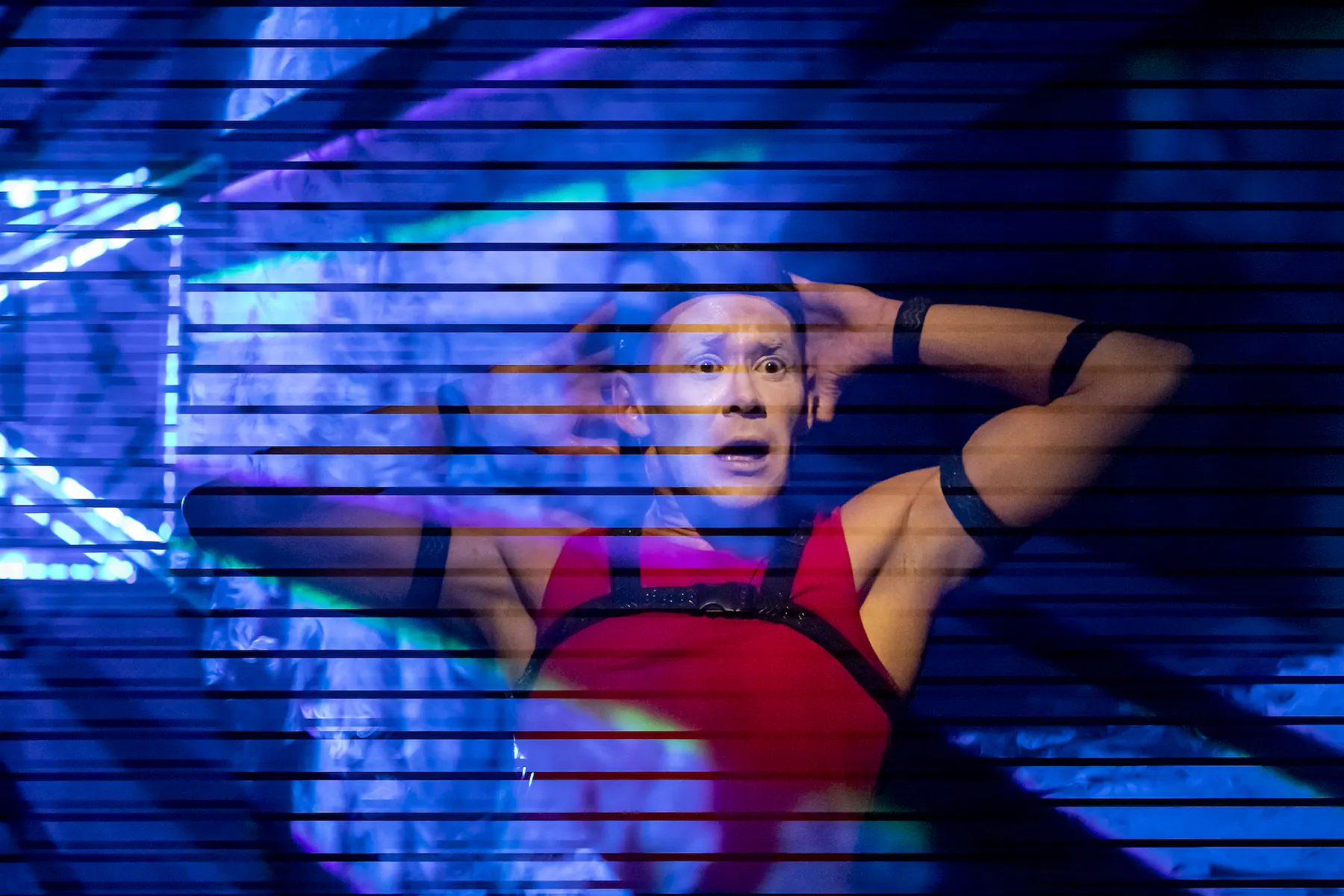
Foto z inscenace Robot Radius (Národní divadlo/Laterna magika, Radim Vizváry)

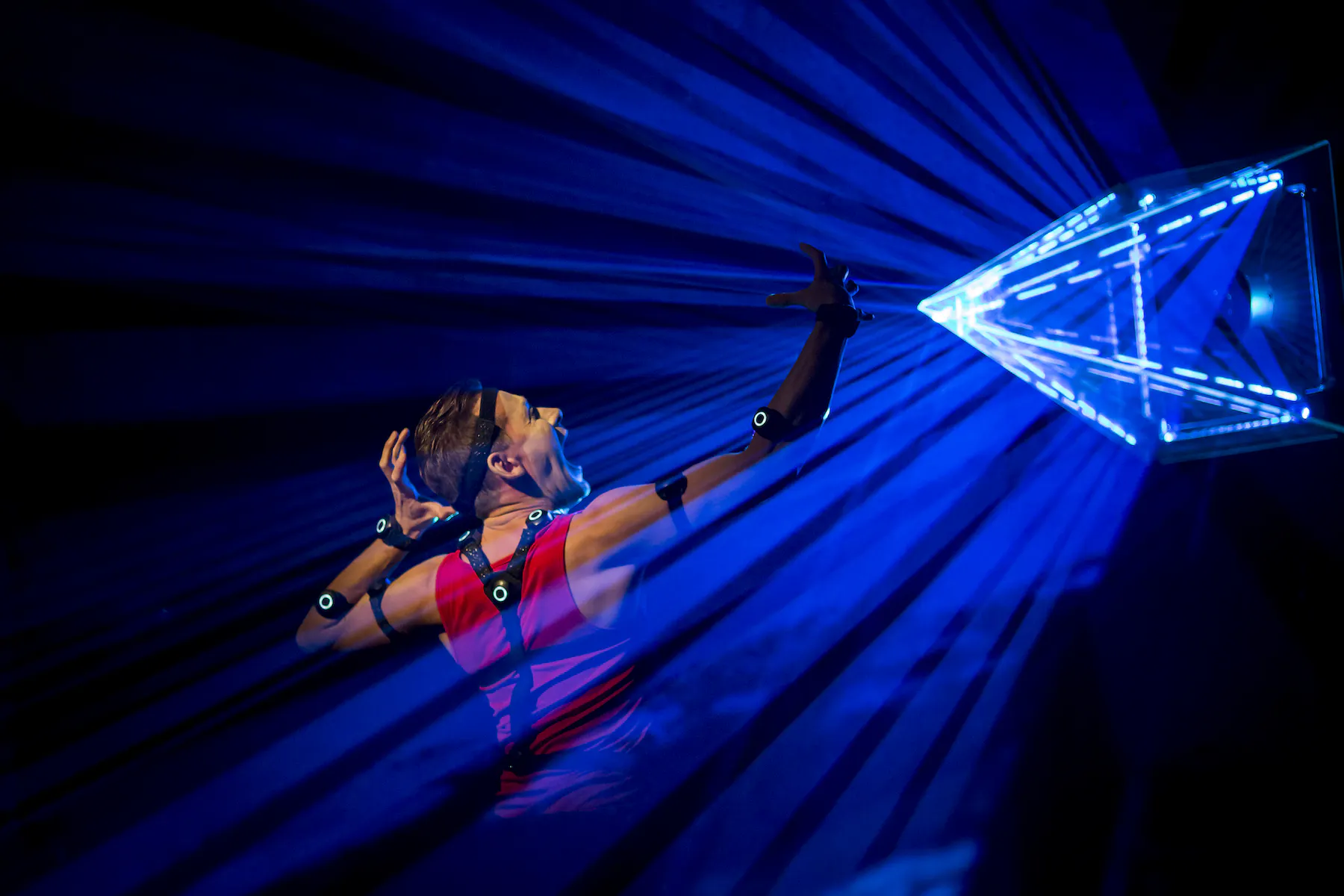
Foto z inscenace Robot Radius (Národní divadlo/Laterna magika, Radim Vizváry)

Radim Vizváry (* 6. března 1979 Ústí nad Orlicí) je český mim, performer, režisér, pedagog a choreograf. Patří mezi nejvýraznější mezinárodně uznávané osobnosti současného mimického divadla v Evropě. Je držitelem Ceny Thálie za rok 2016 v oboru balet, pantomima nebo jiný tanečně dramatický žánr. Od 1. ledna 2021 je uměleckým šéfem Laterny magiky . Jeho život dominantně spojený s pantomimou reflektuje televizní dokument Tichu rozumím z roku 2024.

## Životopis
Radim Vizváry se narodil v Ústí nad Orlicí 6. března 1979. Vystudoval gymnázium ve východočeské Poličce, kde byl v letech 1994–1998 členem ochotnického divadelního spolku při Tylově domě. V letech 2000–2004 byl jako herec angažován v pražském divadle Minor.
Poté byl přijat na Katedru nonverbálního a komediálního divadla (dnes Katedra nonverbálního divadla) HAMU, kde studoval v letech 2004–2013 pod vedením prof. Borise Hybnera. Již během studií začala jeho profesionální pantomimická dráha.
Radim Vizváry má za sebou přes sto představení jako autor, interpret, režisér, dramaturg a choreograf. Jeho umělecký záběr obsahuje specializaci vlastní metodiky techniky tělesného mimu. Rozvíjí ji do současné podoby a obohacuje o nově objevené principy. Řeší problematiku moderního mimu, a to ve sféře tvůrčí, pedagogické a teoretické.
Svou uměleckou činnost spojil s několika soubory. V roce 2007 byl spoluzakladatelem mezinárodně úspěšného divadelního souboru Tantehorse (dříve Teatro Pantomissimo), se kterým spolupracoval do roku 2017. Mezi roky 2007–2009 hostoval v souboru Spitfire Company. V letech 2008–2015 úzce spolupracoval s divadelním souborem Teatr Novogo Fronta a v letech 2010–2016 byl kmenovým režisérem souboru Tichá Opera, který propojuje operu s pantomimou.
Od roku 2015 spolupracuje s Národním divadlem. Pro činohru a operu vytvořil několik choreografií, v opeře Národního divadla působí od roku 2017 také jako režisér. Od 1. ledna 2021 se stal uměleckým šéfem Laterny magiky.
V roce 2013 založil vlastní divadelní soubor Mime Prague, ve kterém působí nejen jako režisér a interpret, ale také jako umělecký šéf a dramaturg. Pod hlavičkou tohoto souboru realizoval svá sólová představení, například Sólo, Pejprbój, VIP nebo Mime on the Moon.

## Pedagogická činnost
Radim Vizváry začal už během studií působit jako pedagog. Jevištní pohyb vyučoval na Vyšší odborné škole herecké v Praze (2006–2011), v berlínské škole Die Etage (2009–2013) vedl komplexní výuku pantomimy a jevištní pohyb. V letech 2010–2016 byl a od roku 2020 opět je interním pedagogem na katedře pantomimy Hudební a taneční fakulty AMU v Praze, kde vyučuje hlavní odborný předmět Pantomima a tělesný mimus. Pedagogicky spolupracoval s českým centrem Nového cirkusu Cirqueon předmět Fyzické divadlo a mimus (2014–2017). Několik let spolupracoval s Pedagogickou fakultou Univerzity Karlovy a Divadelní fakultou AMU. Pantomimu vyučuje také v zahraničí, kde pravidelně vede master classes a workshopy na prestižních školách a festivalech.
Průběžně také publikuje v odborných časopisech. Články a recenze psal v minulosti například pro Taneční aktuality nebo Taneční zónu.

## Zahraničí
Své umění i pedagogické schopnosti Radim Vizváry prezentoval už na čtyřech kontinentech – Evropa, Amerika, Asie, Afrika. Účinkoval nebo vyučoval například v USA, Německu, Polsku, Finsku, Itálii, Nizozemsku, Španělsku, Rumunsku, Egyptě, Izraeli, Jižní Koreji, na Kapverdách nebo v Číně. Soustavně spolupracuje například s Academy of Fine Arts Teak Helsinki (FIN), Academy of Arts in Cairo (EGY) nebo The School of Modern Mime in Warsaw (PL).

## Pořadatelská a produkční činnost
Radim Vizváry má bohaté zkušenosti v produkční a organizační oblasti. V současnosti je uměleckým šéfem a dramaturgem dvou prestižních mezinárodních festivalů. S organizováním kulturních akcí začal na hradě Svojanov, kde pořádal Svojanovské kulturní léto (2001–2004). Jeho součástí byly například Divadelní pouť, loutkářská pouť, Folk o páté, Hrad rock fest a mnoho výstav. Následně založil vlastní agenturu Sekultura (2003–2009), ve které se věnoval především organizování kulturních festivalů a zastupování umělců, například Xavier Baumaxa. Dvě sezóny vedl produkci v A studiu Rubín (2005–2007). V roce 2010 založil v Táboře mezinárodní festival pouličního divadla Komedianti v ulicích. V roce 2011 inicioval vznik mezinárodního festivalu pantomimy Mime Fest v Poličce, který je od roku 2015 držitelem prestižního ocenění nejlepších evropských festivalů – značky EFFE. Oba tyto festivaly se úspěšně rozvíjejí a každoročně je navštíví několik tisíc lidí. Pravidelně na nich vystupují nejlepší tuzemští i zahraniční umělci v oboru pantomimy, fyzického divadla, pouličního divadla i nového cirkusu.

## Film, televize, reklama
Výjimečně se objevuje také jako herec v televizních a filmových projektech. Menší roli studenta Adama ztvárnil v celovečerním snímku Viktora Tauše Klauni (2013), hlavní role pak v krátkometrážních filmech První kroky (2008) a Jsem brána (2017). Účinkoval také v několika reklamách (Canon, Dulux).

## Ocenění
Dne 25. března 2017 obdržel Cenu Thálie 2016 v oboru balet, pantomima nebo jiný tanečně dramatický žánr za pantomimický výkon v představení Sólo.
Na jubilejním 70. ročníku světového divadelního festivalu v čínském městě Haikou obdržel v listopadu 2018 výroční medaili ITI (International Theatre Institute – World Organization for the Performing Arts) za dlouhodobé vynikající výsledky v divadelním umění. ( Neověřená informace)
Od roku 2014 je zapsán v registru významných osobností Oxford Encyklopedia. ( Neověřená informace)
Několikrát byl nominován na Cenu Divadelních novin. V roce 2014 za námět, choreografii a účinkování v inscenaci Uter Que, v roce 2018 za námět a režii inscenace VIP a v roce 2019 společně s dirigentem Christopherem Wardem za inscenaci opery Láska ke třem pomerančům.
V roce 2010 získal polskou cenu Perla za herecký výkon v inscenaci Lorca. Na divadelní přehlídce Mindelact festival na Kapverdských ostrovech převzal v roce 2017 cenu festivalu za představení Sólo. ( Neověřená informace) Další ocenění převzal na divadelních festivalech a soutěžních přehlídkách i v mnoha zemích Evropské unie a v USA. ( Neověřená informace)

## Profesní aktivity

### Vzdělání
- 2004–2007 Hudební a taneční fakulta AMU v Praze, katedra nonverbálního a komediálního, divadla, získaný titul BcA.
- 2007–2010 Hudební a taneční fakulta AMU v Praze, katedra pantomimy, získaný titul MgA.
- 2010–2013 Hudební a taneční fakulta AMU v Praze, obor nonverbální a komediální divadlo a teorie divadla, titul Ph.D.

### Divadelní inscenace
2000
- O hloupé žirafě a nezbedných pelikánech, Divadlo Minor, herec
- Rozum a štěstí, Divadlo Minor, herec
- Kouzelný zvon, Divadlo Minor, herec

2001
- Sedmero krkavců, Divadlo Minor, herec
- Stařík a vlčice, Divadlo Minor, herec
- Johannes doktor Faust, Divadlo Minor, herec

2002
- Vánoce aneb Příběh o narození, Divadlo Minor, herec
- Šípková Růženka aneb Cestou necestou, Divadlo Minor, herec
- Kabaret Tlukot a bubnování, Divadlo Minor, herec
- Obušku z pytle ven, Divadlo Minor, herec

2003
- Lovci mamutů, Divadlo Minor, herec
- Pluto a podkova, Divadlo Minor, herec
- Golem, Divadlo Minor, herec

2004
- Píseň písní, Divadlo Minor, herec
- Kosmo – velký boj (příběh z vesmíru), Divadlo Minor, herec

2005
- Kabaretní noc šansonu a pantomimy, A studio Rubín, spoluautor, herec

2006
- Kolombíno, Pierot žárlí!, Theatro Pantomissimo Praha, spoluautor, herec
- Paní ministrová, AMU DISK - Divadelní studio DAMU, herec
- Mesdames & Messieurs, Deburau!, HOO DOO Production Praha, herec, choreograf
- Mime must go on!, AMU, Inspirace-scénický ateliér HAMU, spoluautor, herec
- Mimraj, AMU, Katedra nonverbálního a komediálního divadla HAMU, herec

2007
- On The Dark Road, Theatro Pantomissimo Praha, spoluautor, herec
- Hlas Anne Frankové, SpitFire Company, herec

2008
- Virgine – In a Dark Place, Theatro Pantomissimo Praha, spoluautor, herec
- Dracula, Divadlo Aqualung Praha, pohybová spolupráce
- Commedia dell'arte XXL, Vyšší odborná škola herecká Praha, spoluautor, choreograf
- Hvězdy na jitřním nebi, Vyšší odborná škola herecká Praha, pohybová spolupráce
- Miláček (Bel Ami), Městské divadlo Mladá Boleslav, choreograf
- Rváč, Vyšší odborná škola herecká Praha, pohybová spolupráce
- Štědrý den, AMU, Inspirace-scénický ateliér HAMU, pohybová spolupráce
- Tatínku, ubohý tatínku..., Vyšší odborná škola herecká Praha, choreograf

2009
- Maškaráda, Klicperovo divadlo Hradec Králové, pohybová spolupráce
- Ze života hmyzu, Divadlo AHA!, choreograf
- Vagabundi, Theatro Pantomissimo Praha, spoluautor, herec
- Dante – Light in a Darkness, Theatro Pantomissimo Praha, spoluautor, herec
- Sebevrah, Městské divadlo Mladá Boleslav, choreograf
- Pantomimický večer, AMU, Inspirace-scénický ateliér HAMU, spoluautor, režisér
- Chaplinův proces, SpitFire Company, herec
- Don Juan, Středočeské divadlo Kladno, choreograf
- Noc bláznů, Vyšší odborná škola herecká Praha, choreograf
- Pouličníci, Kulturní dům Mladá Boleslav, spoluautor, herec

2010
- Cesta kolem světa za 80 dnů, Divadlo AHA!, choreograf
- Michelangniolo, AMU, Katedra pantomimy, odborná spolupráce
- City Bank, Vyšší odborná škola herecká Praha, režisér, choreograf
- Silent Love, Tantehorse – physical mime theatre Praha, spoluautor, herec
- Dark Trilogy, Tantehorse – physical mime theatre Praha, spoluautor, herec
- Moje první encyklopedie, Divadlo Minor, pohybová spolupráce
- Lorca – marná láska, Tantehorse – physical mime theatre Praha, autor, režisér, choreograf, herec
- Patla a Matla, Tantehorse – physical mime theatre Praha, spoluautor, herec
- Der Henker und seine Frau, Die Etage Berlin, režisér

2011
- Tante Horse, Tantehorse – physical mime theatre Praha, spoluautor, herec
- Na plechárně, AMU, Katedra nonverbálního a komediálního divadla HAMU, režisér, choreograf
- Večer malých pantomim, AMU, Katedra pantomimy, režisér
- 7 zbytečných, AMU, Katedra pantomimy, režisér
- Oblíbenci, Studio DVA, pohybová spolupráce
- Pocta Ladislavu Fialkovi, Divadlo Na zábradlí, autor, režisér, herec

2012
- You Happy Me Happy, MeetFactory Praha, pohybová spolupráce
- Divadlo za bránou, AMU Katedra zpěvu a operní režie HAMU, režisér
- Malý princ, AMU Katedra nonverbálního a komediálního divadla HAMU, režisér
- Pantomima v opeře, opera v pantomimě, Netradiční operní studio NOS (N.O.S.) Praha, režisér
- Příběh pantomimy, AMU, Inspirace-scénický ateliér HAMU, režisér, herec
- Home Scape, Teatr Novogo Fronta, pohybová spolupráce

2013
- Uter Que, Tantehorse – physical mime theatre Praha, autor, choreograf, herec
- Push The Button, AMU, Katedra nonverbálního a komediálního divadla HAMU, odborná spolupráce
- Život na měsíci, Tichá opera, dramaturg, režisér, scénograf, choreograf
- Kluci z pixly, Divadlo Pantomimy Praha, dramaturg, herec
- Piráti aneb Tajemství mořské truhly, AMU, Katedra nonverbálního a komediálního divadla HAMU, režisér

2014
- Epos o Gilgamešovi, Filharmonie Brno, režisér
- Stabat Mater, Tichá opera, režisér, choreograf
- Perpetuum mobile aneb 7 dní pana A, AMU, Inspirace-scénický ateliér HAMU, režisér
- Quijote!, Jihočeské divadlo, choreograf
- Too Close To The Sun, Teatr Novogo Fronta, pohybová spolupráce
- Pšt!, Mime Prague, režisér
- Folk You!, Mime Prague, režisér

2015
- Pejprbój, Tantehorse – physical mime theatre Praha, autor, režisér, herec
- Lessons of Touch, Tantehorse – physical mime theatre Praha, herec
- TÝÝJÓÓ!, Mime Prague, autor, režisér, herec
- Z mrtvého domu, Národní divadlo Praha – opera, choreograf
- Husí krky, Cirkus TeTy Praha, dramaturg, režisér
- SYNovial, AMU, Katedra tance HAMU, odborná spolupráce
- Robo Erectus, AMU, Katedra tance HAMU, odborná spolupráce
- Nafouknutý svět, Tantehorse – physical mime theatre Praha, spoluautor, režisér, herec

2016
- Sen čarovné noci, Národní divadlo Praha – činohra, choreograf
- Sólo, Mime Prague, autor, choreograf, režisér, herec
- UROBOROS, HAMU, Katedra pantomimy, odborná spolupráce
- Juliette (Snář), Národní divadlo Praha – opera, choreograf
- Prague is burning, Mime Prague, herec
- O tom se nemluví, HAMU, Katedra pantomimy, dramaturg, režisér, choreograf

2017
- Koukej svět!, Divadlo Minor, režisér, herec
- Poprask v opeře, Národní divadlo Praha – opera, režisér
- Hrdinky, Cirkus TeTy Praha, dramaturg, režisér

2018
- Ego, Losers Cirque Company, choreograf
- Water Falls, Mime Prague & La Mecànica, autor, dramaturg, režisér, choreograf
- Sunday Neurosis, NDT & Korzo Theatre, spoluautor, herec
- VIP, Mime Prague, autor, režisér, choreograf, herec
- Billy Budd, Národní divadlo Praha – opera, choreograf

2019
- Láska ke třem pomerančům, Národní divadlo Praha – opera, režisér
- Heroes, Losers Cirque Company, choreograf, herec
- Na Větrné hůrce, Švandovo divadlo, pohybová spolupráce
- Re-Kabaret, Divadlo Bolka Polívky, herec

2020
- Homo 40, Divadlo Letí, choreograf, herec
- Der Traum, Hudba Znojmo, režisér, choreograf
- Mimjové, Losers Cirque Company, režisér, herec

2021
- Zázrak (s)tvoření, Národní divadlo Praha – Laterna magika, režisér
- Der Tag des Gerichts, Hudba Znojmo, režisér
- Robot Radius, Národní divadlo Praha – Laterna magika, herec

2022
- Krajina těla, Národní divadlo Praha – Laterna magika, režisér, choreograf

2023
- Mime on the Moon, Mime Prague, autor, režisér, choreograf, herec
- LouTkáček, Národní divadlo Praha – opera, režisér, choreograf

2024
- Light in the Darkness, Tantehorse, spoluautor, herec

2025
- Pluto, Národní divadlo Praha – Laterna magika, herec

### Film, televize, reklama
- První kroky (2008, FAMU, režie: Jan Březina) – herec
- Mario&Nette (2012, Canon, Film servis - Japan and Hungary cooperation) – herec
- Šoumeni (2012, TV Metropol, znělka pořadu) – herec
- Klauni (2013, režie: Viktor Tauš, scénář: Petr Jarchovský) – herec
- Radiodárek (2014, Český rozhlas) – host zábavného pořadu
- Host Radiožurnálu (2014, Český rozhlas) – host publicistického pořadu
- Jsem Brána (2016, režie: Robert Kašpařík, scénář: Stephen King) – herec v hlavní roli
- Backstage: Poprask v opeře (2017, Česká televize, režie: Renata Šáchová) – účinkuje
- Rozhovor DVTV (2017) – host publicistického pořadu[4]
- Radim Vizváry: Sólo (2018, Česká televize, režie: Jan Brichcín) – účinkuje
- Backstage: Láska ke třem pomerančům (2019, Česká televize, režie: Renata Šáchová) – účinkuje
- 56. MTF Zlatá Praha 2019 (2019, Česká televize, režie: Michael Čech) – účinkuje
- ArtZóna (2020, Česká televize, režie: Veronika Stehlíková) – host publicistického pořadu
- Gejzír (2020, Česká televize, režie: Hanuš Hackenschmied) – host publicistického pořadu
- Host Radiožurnálu (2021, Český rozhlas) – host publicistického pořadu
- Backstage: Poe (2022, Česká televize, režie: Renata Šáchová) – účinkuje
- Robot Radius (2022, Česká televize, režie: Jan Brichcín) – účinkuje
- Můžem i s mužem (2023, scénář a režie: Vanda Hybnerová) – herec
- Hovory (2023, Český rozhlas) – host publicistického pořadu
- Radim Vizváry: Tichu rozumím (2024, Česká televize, režie: Petra Všelichová) – účinkuje
- Blízká setkání (2024, Český rozhlas) – host publicistického pořadu
- Host Radiožurnálu (2024, Český rozhlas) – host publicistického pořadu